# Falke (Tarthun)
Falke is een Duits historisch merk van motorfietsen.
De bedrijfsnaam was: Erich Schmidt Motorradbau, Tarthun.
In 1923 begonnen honderden kleine fabriekjes in Duitsland motorfietsen te produceren, waarvoor ze bijna allemaal inbouwmotoren van grotere merken inkochten. Zo wilden ze profiteren van de vraag naar goedkope vervoermiddelen in het Duitsland van na de Eerste Wereldoorlog, dat door een enorme inflatie geteisterd werd. Erich Schmidt kocht 142cc-tweetaktmotortjes in bij Grade en 145cc-tweetaktmotortjes bij DKW, maar leverde daarnaast ook nog een eigen 110cc-motor.
De concurrentie was zeer groot, en doordat men niet in staat was een dealernetwerk op te bouwen waren deze kleine merken gedwongen klanten in hun eigen regio te vinden. In 1925 gingen ruim 150 van deze merken weer ter ziele, waaronder Falke.